# Installer (macOS)
Installer è un'applicazione sviluppata dalla Apple Inc. per il sistema operativo macOS che estrae e installa i file contenuti dentro i pacchetti .pkg, creati dalla stessa Apple per aiutare gli sviluppatori a creare installer uniformi.
L'applicazione si trova nel percorso /Applications/Utilities/Installer.app sui computer Macintosh con versioni precedenti a Mac OS X Leopard, invece dalla versione 10.5 in poi si trova nel percorso /System/Library/CoreServices/Installer.app e si esegue quando si apre un pacchetto o un metapackage di installazione.

## Funzionalità
Il processo di installazione di per sé può variare; infatti, gli sviluppatori possono cambiare le opzioni che sono presentate all'utente. Per esempio, Installer può visualizzare file Welcome.rtf, License.txt o Readme.rtfd personalizzati all'avvio, visualizzare licenze o eseguire script personalizzati. Questo può essere estremamente pericoloso: se si fornisce loro la password di amministratore, gli script possono fare teoricamente qualsiasi cosa, agendo come root.
Installer controlla anche che i pacchetti siano validi prima di installarli e permette di controllare le versioni dei file per l'installazione.
Esiste anche una versione di Installer a riga di comando, nel percorso /usr/sbin/installer.

### Documentazione
- (EN)  Release Notes per Installer
- (EN)  Documento che descrive la distribuzione del software usando Installer